# گروسسولت
گروسسولت (به آلمانی: Großsolt) یک شهر در آلمان است که در اشلسویگ-فلنسبورگ واقع شده‌است. گروسسولت  ۱٬۹۰۲ نفر جمعیت دارد.